# Reino de Nri
El Reino de Nri (948-1911) fue un estado medieval de la etnia nri-igbo, un subgrupo del pueblo igbo, ubicado en el actual sur de Nigeria. El Reino de Nri se considera atípico en la historia mundial de los gobiernos en la medida que su líder no ejercía ningún tipo de poder militar sobre sus súbditos. Antes bien, el reino existía como una esfera de influencia política y religiosa, abarcando su radio de acción la mayor parte de la región cultural igbo, que era administrada por un sacerdote-rey denominado eze Nri.
El reino era un refugio seguro para todos aquellos que habían sido rechazados en sus comunidades y al mismo tiempo un lugar donde los esclavos eran liberados de sus ataduras. Nri se expandió gracias a las conversiones, ganando la lealtad de las comunidades vecinas sin imponerse por la fuerza. Se dice que el fundador regio de Nri, Eri, era un «ser del cielo» que descendió a la Tierra para establecer la civilización. Una de las herencias más conocidas de la civilización de Nri es su arte, manifestado por ejemplo en los bronces Igbo-Ukwu.
La cultura de Nri influyó de modo permanente sobre toda la cultura igbo, especialmente a través de la religión y los tabúes. Aportó nuevos conceptos avanzados sobre la figura del creador, Chineke, y sobre el universo en general. No obstante, tanto el colonialismo británico como el comercio atlántico de esclavos contribuyeron al declive del Reino. Desde los años 1970, el Reino de Nri ha vivido un cierto renacer sociocultural.

## Historia

### Antecedentes
El Reino de Nri está considerado como el elemento fundacional de la cultura igbo. Nri y Aguleri, donde reside el origen del mito de la creación igbo, se encuentran en el territorio del clan Umeuri, el cual traza su linaje hasta la figura patriarcal-real Eri. Los orígenes de Eri no son claros, aunque ha sido descrito como un «ser del cielo», enviado por Chukwu (Dios). Eri es reconocido por haber facilitado originalmente el orden social del pueblo de Anambra.
La historia de Nri puede dividirse en seis períodos principales: el período pre-Eri (antes del 948 d. C.), el período Eri (948-1041 d. C.), la migración y unificación (1042-1252 d. C.), el apogeo de la hegemonía Nri (1253-1679 d. C.), el declive de la hegemonía y el colapso (1677-1936 d. C.), y el renacimiento sociocultural (1974-presente).

### Fundación

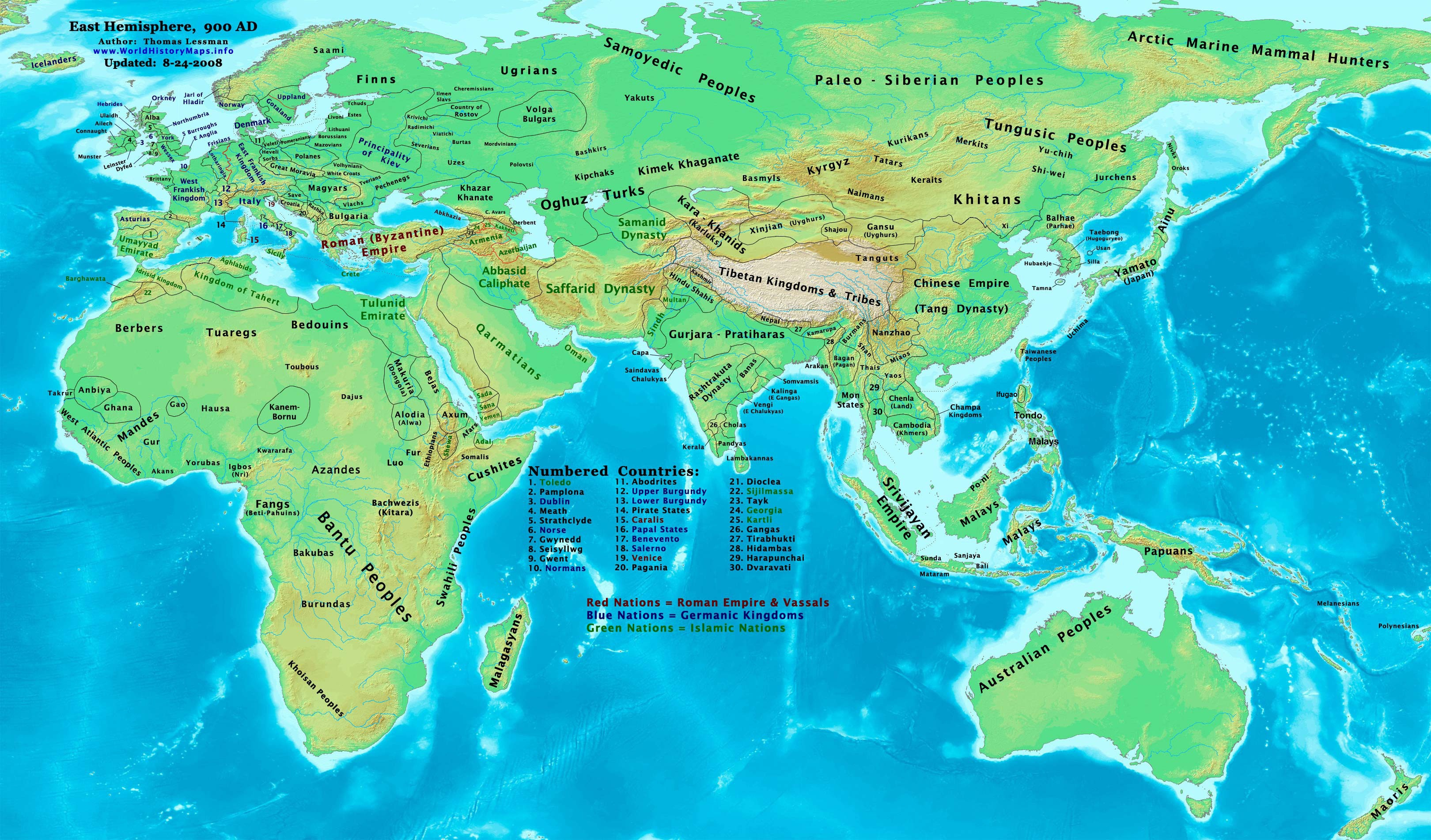
Hemisferio Oriental hacia finales del mostrando Nri y otras civilizaciones.

La evidencia arqueológica muestra que el tiempo de la hegemonía Nri en la zona habitada por los igbo podría haber llegado hasta el siglo IX, habiéndose desenterrado tumbas reales que datan al menos del siglo X. Se cree que Eri, el fundador-deidad de Nri, se habría establecido en la región alrededor del año 948, siguiéndole posteriormente otras culturas igbo en el siglo XIII. El primer eze Nri (Rey de Nri), Ìfikuánim, le sucedió directamente. De acuerdo a la tradición oral igbo, su reinado comenzó en 1043. Al menos un historiador sitúa el reinado de Ìfikuánim mucho más tarde, alrededor del año 1225 d. C.
En 1911 se registraron los nombres de los 19 eze Nri, pero es difícil trasladar esta lista en términos cronológicos, tenida cuenta de los largos períodos interregno entre cada nuevo nombramiento real. La tradición mantiene que al menos debían pasar siete años desde la muerte del eze Nri antes de que se pudiera determinar un sucesor. El período interregno servía como un tiempo de adivinación de los signos a partir del eze Nri fallecido, quien comunicaría su elección de un sucesor desde la tumba en los siete o más años posteriores a su muerte. Independientemente de la fecha real de inicio, este período marca el comienzo del Reino de Nri como institución de gobierno centralizada.

### Cénit y caída
La colonización y expansión del Reino de Nri se logró mediante el envío de mbùríchi, o conversos, hasta otros asentamientos. La lealtad al eze Nri se lograba no mediante la fuerza militar, sino a través del juramento ritual. Hacia el siglo XIV, la influencia de Nri se extendía mucho más allá de la región nuclear igbo, desde su zona norteña hasta asentamientos también igbo de la ribera occidental del río Níger e incluso hasta comunidades afectadas al Reino de Benín. Existe fuerte evidencia que sostiene que la influencia de Nri se extendió más allá de la región igbo hasta Benín y áreas del sur de Igala como Idah. En su cénit, el Reino de Nri tenía influencia sobre prácticamente toda la región de los igbo, también conocida en inglés como Igboland (en español, «tierra de los igbo»), y más allá. Alcanzó su máxima extensión entre los años 1100 y 1400.
La hegemonía de Nri sobre buena parte del país igbo perduró desde los reinados del cuarto eze Nri hasta el noveno. A partir de ese momento, surgieron patrones de conflicto, observables desde el décimo hasta el decimocuarto reinado, lo que probablemente reflejó la importancia monetaria del comercio de esclavos de la época. La religión nativa se mostró incapaz de contener la influencia del mundo exterior dadas las oportunidades económicas que ofrecía el comercio de esclavos. La hegemonía Nri declinó tras el inicio del siglo XVIII. No obstante, sobrevivió en una forma muy reducida, debilitándose progresivamente hasta 1911. En ese año, las tropas británicas forzaron al eze Nri reinante a renunciar al poder ritual del culto religioso conocido como ìkénga, dando por finalizado el Reino de Nri como poder político.

## Gobierno

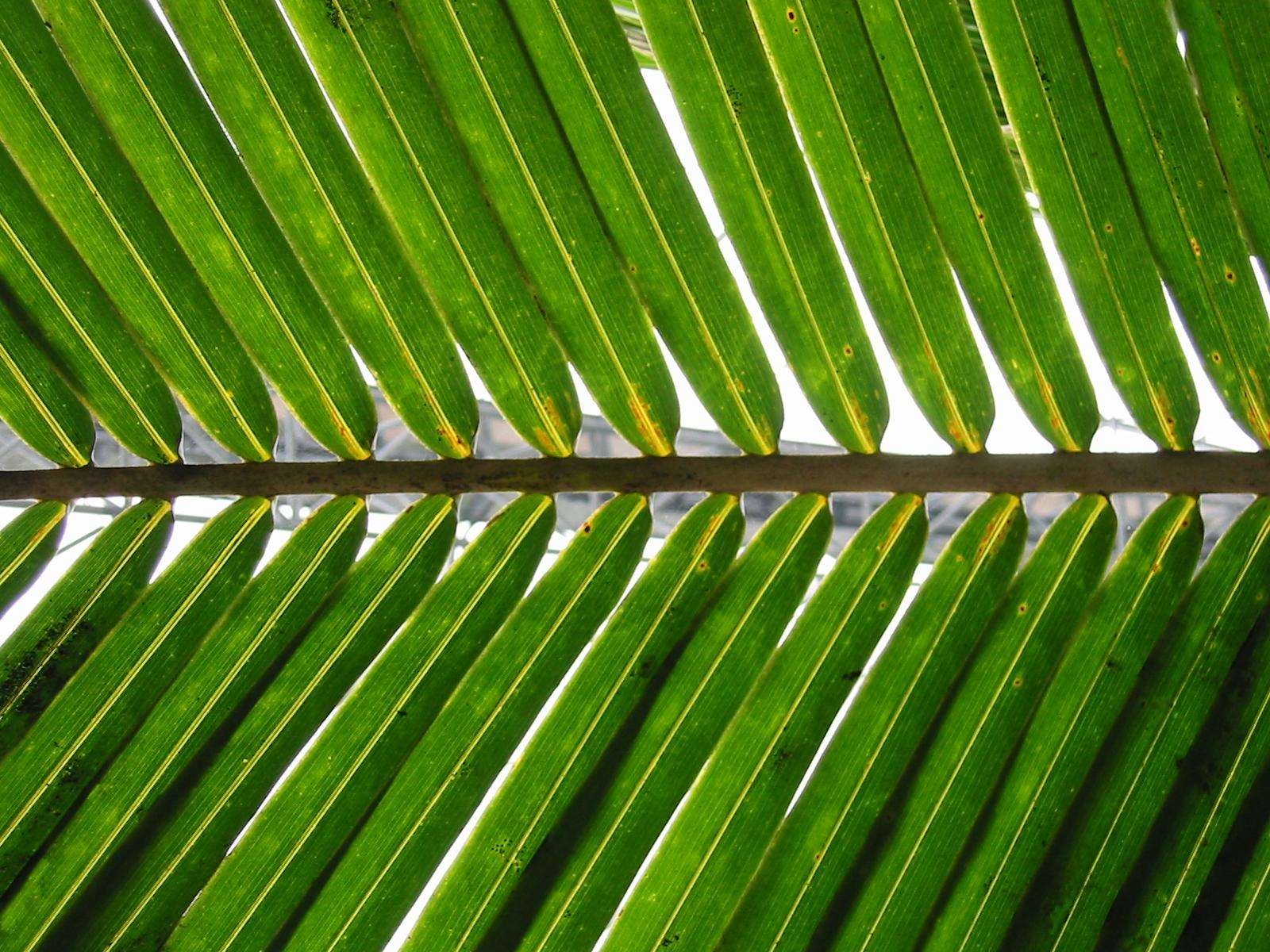
Una rama de palma tierna fue el símbolo de Nri.

Prácticamente todas las comunidades de la región de los igbo estaban organizadas de acuerdo a un sistema de títulos. Tanto los igbo al oeste del río Níger como los que habitaban en su orilla este desarrollaron la monarquía, gobernando estados como Aboh, Onitsha y Oguta, mediante el título de Obi. Los igbo de Nri, por su parte, desarrollaron un sistema estatal basado en el poder ritual.
El Reino de Nri fue una "polis religiosa", una suerte de estado teocrático que se desarrolló en el corazón central de la región de los igbo. Los Nri tenían un código simbólico tabú formado por una tipología de seis tabúes. Estos incluían tabúes humanos (como los gemelos), animales, relativos a objetos, temporales, de comportamiento, del lenguaje y de lugar. Las reglas en relación con estos tabúes eran utilizadas para educar y gobernar a los subordinados de Nri. Esto supuso que, mientras diferentes igbo podían vivir bajo diferentes administraciones formales, todos los seguidores de la religión Igbo debían acatar las reglas de la fe y obedecer a su representante en la Tierra, el eze Nri.
Un importante símbolo en la religión Nri era el omu, una hoja de palma tierna, utilizada para sacralizar y dominar. Se utilizaba como protección para las delegaciones en viaje o para salvaguardar ciertos objetos. Una persona o un objeto que portaran una ramita de omu eran considerados como protegidos. La influencia de estos símbolos e instituciones se extendieron mucho más allá de Nri, y este sistema sociopolítico igbo único se demostró capaz de controlar áreas más amplias que las simples aldeas o ciudades.
Durante muchos siglos, el pueblo bajo la hegemonía Nri estuvo comprometido con la paz. Este pacifismo religioso estaba enraizado en la creencia de que la violencia era una abominación que contaminaba la Tierra. En su lugar, el eze Nri podía declarar una forma de excomunión del odinani Nri contra aquellos que violaran determinados tabúes. Los miembros del Ikénga podían aislar a comunidades enteras a través de esta forma de asedio ritual.

### Eze Nri
Eze Nri fue el título dado al gobernante de Nri, quien ostentaba además un poder ritual y místico, si bien no militar. Se trataba de una figura ritual antes que un rey en el sentido tradicional. El eze Nri era elegido tras un período de interregno durante el cual los electores esperaban a que los poderes sobrenaturales se manifestaran en el nuevo eze Nri. Era instalado en su cargo tras un travesía simbólica hasta Aguleri, sobre el río Anambra. Allí, se supone que utilizaba sus poderes mágicos para recoger piedras debajo del agua, se sometía a un enterramiento y exhumación simbólicos, y finalmente era ungido con arcilla blanca, un símbolo de pureza. Cuando su muerte llegaba, era enterrado sentado en una cámara de madera. El eze Nri era en todos los aspectos un gobernante divino.

### Culto a Ìkénga
Si bien el eze Nri vivía de modo relativamente retirado de sus subordinados, empleaba un grupo de funcionarios llamados ndi Nri cuyo rol se ha afirmado era similar al de los jesuitas. Estos especialistas en rituales, fácilmente identificables por sus escarificaciones faciales o ichi, viajaban con embajadas rituales de paz con el objeto de purificar la Tierra de los crímenes humanos. El ndi Nri ejercía autoridad sobre amplias áreas del país igbo y disponía del poder de aupar al cargo al siguiente eze Nri.
Las áreas bajo la influencia Nri, denominadas Odinani Nri, estaban abiertas al viaje de los Ndi Nri para que realizaran en ellas rituales y aseguraran cosechas abundantes o restauraran la armonía en los asuntos locales. Los hombres que formaban parte de un odinani Nri podían representar al eze Nri y compartir su autoridad siempre que compraran una serie de títulos llamados Ozo y Nze. Quien ostentaba un título de esta categoría era conocido como mbùríchi, pasando desde su adquisición a configurarse como la extensión del sistema político religioso de Nri. Así, disponían del control de los medios agrícolas y determinaban la culpa o inocencia en las disputas. Tanto los sacerdotes Ndi como la nobleza mbùríchi pertenecían al Ikénga, el culto de la mano derecha. El dios Ìkénga estaba dedicado al logro y el poder, estando ambas cualidades asociadas con la mano derecha.

## Economía
Nri mantuvo su vasta autoridad hasta bien entrado el siglo XVI. La paz ordenada por la religión Nri y reforzada por la presencia de los mbùríchi permitió que el comercio floreciera. Productos como los caballos, que no sobrevivían en el Nri infestado de moscas tse-tse, y las conchas de mar, que requerían ser transportadas a gran distancia dada la lejanía de Nri de la costa, han sido representados en el bronce de Nri indicando la riqueza de sus intercambios comerciales. Se ha desenterrado a un dignatario de Nri con marfil, lo que también es indicativo de la abundancia del comercio entre los nri. Otra fuente de ingresos pudo haber sido las rentas que obtenían en sus viajes los mbùríchi.
A diferencia de numerosas economías africanas de la época, Nri no practicó la propiedad de esclavos o su comercio. En algunas zonas de los dominios de Nri, como Agukwu, no se reconoció la esclavitud, siendo consideradas estas áreas como santuario. Tras la selección del décimo eze Nri, cualquier esclavo que pusiera sus pies en la tierra de Nri era considerado libre.
Nri tenía una importante red de comercio interno y externo, estando su economía basada en buena medida en ella. Otras actividades importantes de la economía de Nri eran la caza y la agricultura. Eri, el ser del cielo, fue el primero en «contar» los días por sus nombres, eke, oye, afor y nkwo, que eran los nombres de los cuatro espíritus gobernantes. Eri reveló la oportunidad del tiempo a los igbo que usaran los días para intercambiar bienes y conocimiento.

## Cultura

### Arte

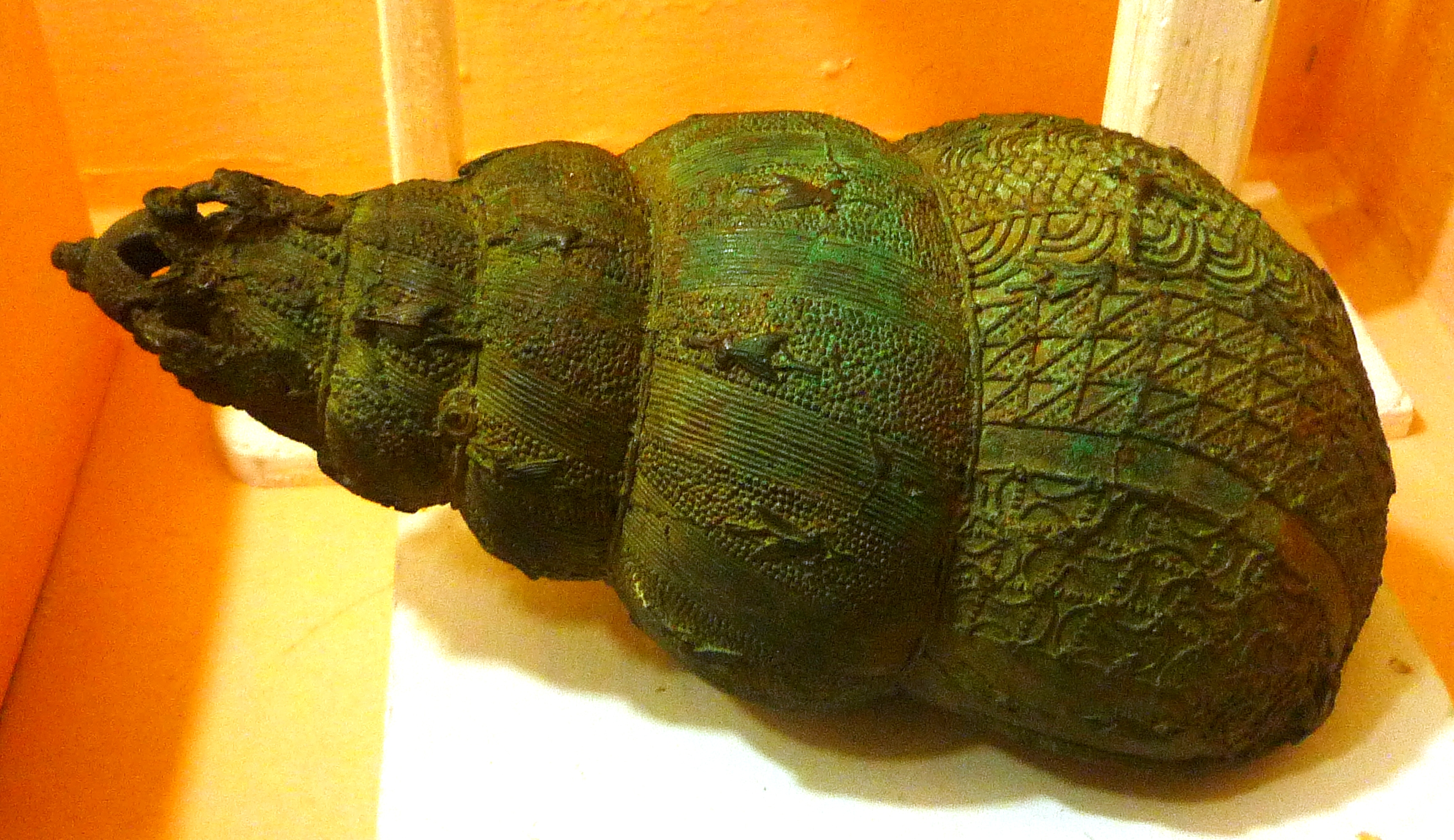
Una vasija ceremonial en bronce hecha alrededor del. Bronce encontrado en Igbo-Ukwu.

En Igbo-Ukwu, localidad integrante del reino ubicada a alrededor de seis kilómetros del propio Nri, se practicaban diferentes técnicas de fundición del bronce utilizando como motivos cabezas de elefante. Los bronces de Igbo-Ukwu suelen ser comparados a los de Ife y Benín, pero provienen de una tradición diferente y están asociados con el eze Nri. De hecho, el primer cuerpo de bronces nigerianos fue desenterrado en territorio igbo al este del Río Níger en un sitio datado del siglo IX, lo que lo hace (y, por extensión, al propio Nri) más antiguo que Ife.
Parece que Nri tuvo influencia no solo religiosa, sino también artística en el bajo Níger. Las esculturas que se han encontrado en esa zona son bronces similares a los de Igbo-Ukwu. Las grandes esculturas del Reino de Benín, en cambio, fueron siempre fundidas, en el tiempo, con porcentajes de zinc añadidos significativamente mayores.
Los bronces de Igbo-Ukwu dedican una atención especial al detalle, describiendo pájaros, serpientes, camaleones y otros aspectos naturales como la incubación de un pájaro. En otras piezas se puede encontrar calabazas y vasijas. Las piezas son tan detalladas que se llegaron a incluir incluso pequeños insectos en la superficie de algunos objetos, mientras que otros tienen lo que parecen cadenas decorativas alrededor de ellos. Ninguno de estos detalles extraordinarios fue hecho de modo separado. Los bronces eran todos de una sola pieza. Igbo-Ukwu pone de manifiesto la existencia de una tradición de trabajo del bronce temprana en Nri.

### Religión
Los cultos de la Tierra fueron básicos en el Reino de Nri. La tradición oral de Nri afirma que una ofrenda de yames y frutos del yam debía ser ofrecida al eze Nri, recibiéndose a cambio las bendiciones. Se creía que la influencia y la cantidad de comida ofrendada eran un premio por las bendiciones del gobernante. Por encima de todo, Nri era una tierra sagrada para aquellos igbo que seguían sus edictos. Servía como lugar donde los pecados y tabúes podían ser absueltos, simplemente entrando en ella. Cada igbo que vivía lejos del centro de poder enviaba a los niños que no eran normales a Nri para lograr su limpieza ritual antes de que se les diera muerte, como era el caso frecuente con los enanos y con los niños a los que les salían antes sus dientes superiores que los inferiores.
Las gentes de Nri creían que el sol era el lugar donde se encontraba la morada de Anyanwu (Luz) y Agbala (Fertilidad). Agbala era el espíritu colectivo de todos los seres sagrados (humanos y no humanos). Agbala era el agente perfecto de Chukwu o Chineke (el Dios Creador) y escogía sus agentes humanos y no humanos solo por su mérito; no sabía de política. Trascendía la religión, la cultura y el género, y acompañaba a los humildes y verdaderos. Creían que Anyanwu, La Luz, era un símbolo de la perfección humana que todos deben buscar y se confiaba a Agbala para llevar a los hombres hasta allí.

## Tradición
La tradición Nri estaba basada en el concepto de paz, verdad y armonía. Extendió esta ideología a través de los comerciantes ritualistas Ozo, quienes mantuvieron la influencia Nri viajando y diseminando las prácticas Nri como el culto Ikenga hacia otras comunidades. Estos hombres se identificaban mediante las escarificaciones faciales rituales que habían llevado a cabo. Los Nri creían en la limpieza y purificación de la Tierra (una fuerza sobrenatural a los Nri que denominaron Ana y Ajana) de las abominaciones humanas y de los crímenes.

### La ceremonia del recuento de años
El festival Igu Aro (recuento del año) fue un festival real que el eze Nri utilizó para mantener su influencia sobre las comunidades bajo su autoridad. Cada una de estas comunidades enviaba representantes para pagar tributo durante la ceremonia, mostrando de este modo su lealtad. Al finalizar, el Eze Nri daba a los representantes una medicina yam así como una bendición de fertilidad para sus comunidades. El festival era contemplado como un día de paz y algunas actividades eran prohibidas, como la siembra de cultivos antes del día de la ceremonia, el derroche de madera y el ruido innecesario. Igu Aro fue un evento regular que daba oportunidad al eze para hablar a todas las comunidades bajo su mandato.

### Escarificación Nri

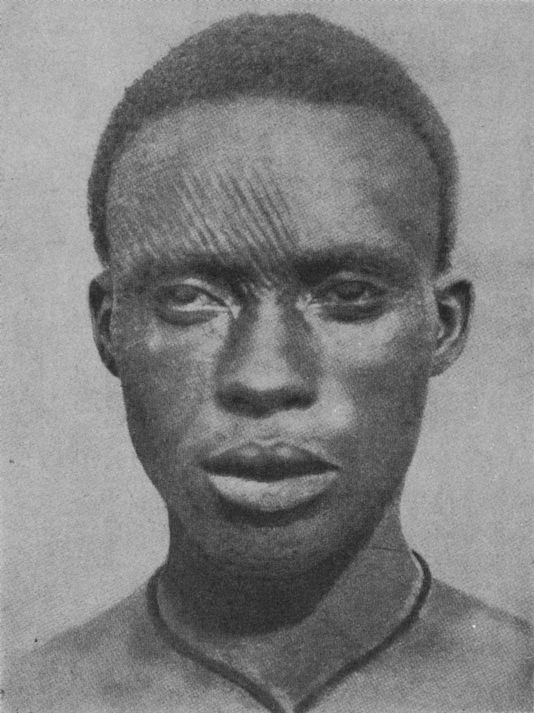
Un hombre igbo portando marcas faciales de nobleza conocidas como Ichi.

La escarificación ritual en Nri era conocida como Ichi, existiendo dos estilos de la misma: el estilo Nri y el estilo Agbaja. En el estilo Nri, la línea realizada sobre la piel corre desde el centro de la frente hacia abajo hasta la barbilla. Una segunda línea discurre a través de la cara, desde la mejilla derecha hasta la izquierda. Esto era repetido para obtener un patrón que imitara los rayos del sol. En el estilo Agbaja, los patrones circulares y semicirculares son añadidos a las incisiones iniciales con el objeto de representar la luna. Estas escarificaciones eran otorgadas a los representantes del eze Nri, los mbùríchi. Las escarificaciones eran un medio a través del cual se honraba en Nri al sol, al que se veneraba, y suponía una forma de purificación ritual.
La escarificación tenía su origen en la mitología Nri. Se decía que Nri, el hijo de Eri que estableció la ciudad de Nri, habría pedido a Chukwu (el Gran Dios) en el momento de una gran hambruna. Chukwu le ordenó entonces cortar la cabeza de su primer hijo y de su primera hija y plantarlas, creando una «conexión de sangre» entre los igbo y la deidad de la tierra, Ana. Antes de hacer esto, se ordenó a Nri que marcara ichi sobre sus dos frentes. El coco de yam, un cultivo cuyo cuidado es confiado a las mujeres, surgió de la cabeza de su hija, y el yam, el cultivo básico de los pueblos igbo, creció a partir de la cabeza de su hijo. Chukwu habría así enseñado a Nri como domesticar las plantas. A partir de este relato mitológico surge la tradición de requerir que el primer hijo y la primera hija del eze fueran sometidos a escarificación siete días tras su nacimiento, siendo la hija del eze Nri la única mujer en recibir ichi. Nri, el hijo de Eri, también obtuvo el conocimiento de la medicina del yam (ogwu ji). Los pueblos de otras comunidades igbo hacían peregrinaciones hasta Nri con el objetivo de recibir este conocimiento a cambio de sus tributos anuales.